# Peter Melek
Peter Melek (* 1. April 1987 in Bratislava) ist ein slowakischer Fußballspieler.

## Karriere
Melek begann seine Profikarriere beim ŠK Slovan Bratislava und spielte in der Saison 2007/2008 seine einzigen vier Erstligaspiele in der Corgoň liga. Nachdem er nur zweite Wahl bei Slovan Bratislava war, begann er im Januar 2009 ein Probetraining beim österreichischen Verein SC Liezen. Nachdem er dort überzeugen konnte, bekam er bei dem Verein aus dem Bezirk Liezen einen sechs Monatsvertrag. Nach dem Ablauf seines Vertrages im Juni 2009 wechselte er zum Lokalrivalen SVA Kindberg, für den er bis zum Ende der Saison 2010/2011 spielte. Im Juni 2011 kehrte er in seine slowakische Heimat zurück und unterschrieb für den ŠK Plavecký Štvrtok OFK Vysoká. Im Winter 2011/2012 kehrte er ins österreichische Burgenland zurück und spielt seitdem für den SC Breitenbrunn.

## Privates
Neben seiner Karriere studierte Melek in Bratislava, Bildungswissenschaften, welches er mit einem Bachelor im Frühjahr 2012 abschloss.